# Фелдіоара (Брашов)
Фелдіоара (рум. Feldioara) — село у повіті Брашов в Румунії. Адміністративний центр комуни Фелдіоара.
Село розташоване на відстані 158 км на північ від Бухареста, 18 км на північ від Брашова.

## Населення
За даними перепису населення 2002 року у селі проживали 4798 осіб.
Національний склад населення села:
| Національність | Кількість осіб | Відсоток |
| -------------- | -------------- | -------- |
| румуни         | 4277           | 89,1%    |
| угорці         | 360            | 7,5%     |
| цигани         | 102            | 2,1%     |
| німці          | 53             | 1,1%     |

Рідною мовою назвали:
| Мова      | Кількість осіб | Відсоток |
| --------- | -------------- | -------- |
| румунська | 4413           | 92,0%    |
| угорська  | 326            | 6,8%     |
| німецька  | 56             | 1,2%     |